# Seligeria austriaca
Seligeria austriaca är en bladmossart som beskrevs av Thomas Schauer 1967 [1968. Seligeria austriaca ingår i släktet dvärgmossor, och familjen Seligeriaceae. Inga underarter finns listade i Catalogue of Life.